# آل التابعي (مكيراس)
- ملاحظة 2=

تعديل مصدري - تعديل

ال التابعي هي إحدى قرى عزلة مكيراس بمديرية مكيراس التابعة لمحافظة البيضاء، بلغ تعداد سكانها 552 نسمة حسب تعداد اليمن لعام 2004.